# Настоящие мухоловки
Настоя́щие мухоло́вки (лат. Muscicapa) — род воробьиных птиц из семейства мухоловковых.

## Описание
Небольшие птицы длиной от 9 до 15 см. У них большая голова, короткий хвост и приплюснутый клюв, более широкий у основания. Оперение в основном тускло-коричневое или серое. Молодые птицы, как правило, более пятнистые или пёстрые.

## Виды
В состав рода включают 17 видов:
- Muscicapa adusta (Boie, 1828) — Тёмная мухоловка
- Muscicapa aquatica Heuglin, 1864 — Болотная мухоловка
- Muscicapa cassini Heine, 1860 — Мухоловка Кассина
- Muscicapa dauurica Pallas, 1811 — Ширококлювая мухоловка
- Muscicapa epulata (Cassin ,1855) — Фантийская мухоловка
- Muscicapa ferruginea (Hodgson, 1845) — Рыжая мухоловка
- Muscicapa gambagae (Alexander, 1901) — Гамбагская мухоловка
- Muscicapa griseisticta (Swinhoe, 1861) — Пестрогрудая мухоловка
- Muscicapa muttui (E.L. Layard, 1854) — Бамбуковая мухоловка
- Muscicapa randi Amadon & duPont, 1970 — Пепельногрудая мухоловка
- Muscicapa segregata (Siebers, 1928) — Сумбийская бурая мухоловка
- Muscicapa sethsmithi (Someren, 1922) — Желтоногая мухоловка
- Muscicapa sibirica Gmelin, 1789 — Сибирская мухоловка
- Muscicapa sodhii Harris, JBC, Rasmussen, Yong, Prawiradilaga, Putra, Round & Rheindt, 2014
- Muscicapa striata (Pallas, 1764) — Серая мухоловка
- Muscicapa tyrrhenica Schiebel, 1910
- Muscicapa williamsoni Deignan, 1957